# Jinete de circuito (religioso)

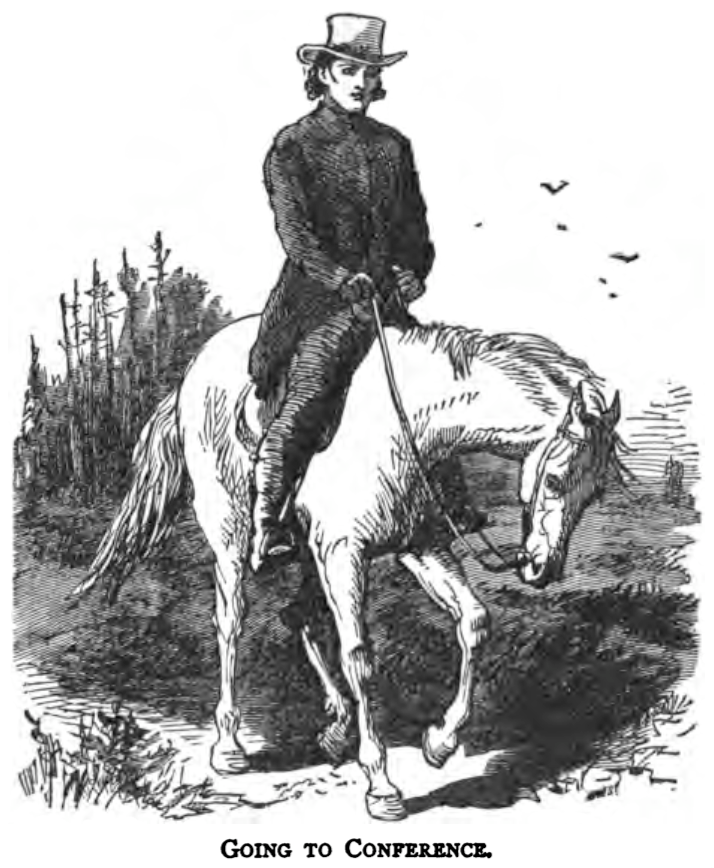
Ilustración de The Circuit Rider: A Tale of the Heroic Age de Edward Eggleston que representa a un jinete metodista a caballo.

Jinete de circuito (en inglés: circuit rider, pronunciación en inglés: //ˈsɜr kɪt ˈraɪ dər//, tdl. ‘caballero errante’), pastor itinerante, pastor errante o clero itinerante, en los primeros años de los Estados Unidos, era el encargado de viajar por territorios geográficos específicos para atender a los colonos y organizar congregaciones. Los jinetes de circuito eran clérigos de la Iglesia Metodista Episcopal y denominaciones afines, aunque también se podían encontrar predicadores itinerantes similares en otras confesiones, sobre todo entre grupos religiosos minoritarios.

## Historia
En las zonas poco pobladas de Estados Unidos siempre ha sido habitual que el clero de muchas confesiones atienda a más de una congregación a la vez, una forma de organización eclesiástica que a veces se denomina "circuito de predicación". En la Iglesia Metodista Unida contemporánea, un ministro que sirve a más de una iglesia tiene un "(número de iglesias) punto de cargo". Sin embargo, en la dura época de las fronteras de los primeros Estados Unidos, el modelo de organización de la denominación Metodista Episcopal y sus sucesoras funcionaba especialmente bien al servicio de las aldeas rurales y los asentamientos no organizados. En las denominaciones metodistas, las congregaciones no "llaman" (o emplean) a un pastor de su propia elección. En su lugar, un obispo "nombra" (asigna) un pastor a una congregación o a un grupo de congregaciones y, hasta finales del siglo XX, ni el pastor ni la congregación tenían voz ni voto en el nombramiento. Esto significaba que en los primeros tiempos de Estados Unidos, a medida que se desarrollaba la población, el clero metodista podía ser designado para circuitos dondequiera que se asentara la gente.

### Ubicaciones rurales
A estos predicadores, que viajaban a caballo entre iglesias distantes, se les llamaba popularmente "jinetes de circuito" o "predicadores de alforja", aunque su función oficial era la de "clero itinerante" (un término que aún se utiliza en las denominaciones metodistas). Llevando sólo lo que cabía en sus alforjas, viajaban por tierras vírgenes y aldeas, predicando todos los días en cualquier lugar disponible (cabañas de la gente, juzgados, campos, casas de reuniones, incluso sótanos y esquinas de las calles). A diferencia del clero de las zonas urbanas, los jinetes de circuitos metodistas estaban siempre en movimiento, necesitando de cinco a seis semanas para cubrir las rutas más largas. Su actividad ministerial convirtió al metodismo en la mayor confesión protestante de la época, con 14.986 miembros y 83 predicadores itinerantes en 1784 y, en 1839, 749.216 miembros atendidos por 3.557 predicadores itinerantes y 5.856 predicadores locales.
El ministerio en las primeras fronteras era a menudo solitario y peligroso. El himno de Samuel Wakefield describe a la familia de un jinete de circuito esperando ansiosamente el regreso del predicador; la estrofa final dice así:

Sin embargo, todavía miran con ojos brillantes,
¡Hasta he aquí! un heraldo se acerca apresuradamente;
Él viene a contar la historia del ay,
Cómo cayó él, su apoyo y gloria;
¿Cómo murió en la habitación de un extraño?
Cómo lo pusieron extraños en el sepulcro,
¿Cómo habló con su último aliento?
Y los amó y bendijo a todos en la muerte.

### Obispo Francisco Asbury
Francis Asbury (1745-1816), obispo fundador del metodismo estadounidense, sentó el precedente de los viajes en circuito. Junto con su chófer y compañero "Black Harry" (Harry el Negro) Hosier, recorrió 270.000 millas y predicó 16.000 sermones mientras recorría la América primitiva supervisando al clero. Trajo el concepto de circuito del metodismo inglés, donde todavía existe: las iglesias metodistas británicas se agrupan en circuitos, que suelen incluir una docena de iglesias o más, y los ministros son nombrados ("destinados") al circuito, no a la iglesia local. Un circuito inglés típico tiene dos o tres veces más iglesias que ministros, y el resto de los servicios son dirigidos por predicadores locales metodistas laicos o ministros jubilados ("supernumerarios"). El título de "circuit rider", sin embargo, fue una acuñación americana nacida de las necesidades estadounidenses. Aunque John Wesley, el fundador del metodismo, recorrió enormes distancias a caballo durante su carrera, y los primeros predicadores metodistas británicos también cabalgaban por sus circuitos, en general tenían compromisos de viaje mucho menos formidables que sus homólogos estadounidenses.

## Prácticas metodistas modernas
Además de estar en constante movimiento entre las iglesias a su cargo, los ministros metodistas se trasladaban regularmente de un cargo a otro, un principio conocido como itinerancia. Aunque en la actualidad la mayoría de los cargos en Estados Unidos consisten en una sola iglesia, la tradición de la itinerancia sigue viva y funcionando en el metodismo estadounidense, al igual que en la mayoría de las iglesias metodistas del mundo. Aunque no se desplaza con tanta frecuencia como en el pasado, el pastor medio de la Iglesia Metodista Unida de Estados Unidos permanece en una iglesia local entre 2 y 5 años antes de ser nombrado para otro cargo en la Conferencia Anual (aunque técnicamente, cada pastor es asignado a un cargo cada año, sólo que suele ser el mismo). En el metodismo británico, los ministros suelen ser nombrados para un circuito durante cinco años (de nuevo, la Conferencia los destina allí anualmente); la Conferencia no puede destinar a alguien más allá de este periodo sin una invitación de la Reunión del Circuito para que ese ministro permanezca en el circuito, pero no es habitual que un ministro permanezca más de siete u ocho años en un circuito.

## Ejemplos

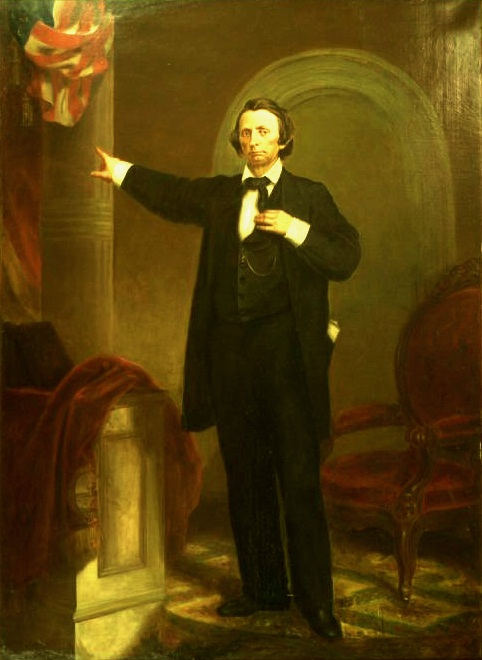
Retrato del gobernador Brownlow por George Dury.

Posiblemente el piloto más famoso fue Peter Cartwright, autor de dos autobiografías. John B. Matthias fue uno de los primeros jinetes del estado de Nueva York a quien se atribuye la autoría del himno evangélico "Palms of Victory". Wilbur Fisk, que llegó a ser educador, trabajó como jinete de circuito durante tres años. No era raro que los clérigos sirvieran en circuitos durante unos años y luego se dedicaran a otro trabajo. Eli P. Farmer, natural de Kentucky, fue jinete de circuito de la Iglesia Metodista Episcopal en la frontera de Indiana de 1825 a 1839, y se convirtió en agricultor, editor de periódicos y hombre de negocios en Bloomington, Indiana. Más tarde fue senador por Indiana (1843-1845) y capellán autoproclamado durante la guerra civil estadounidense. Joseph Tarkington, otro jinete de circuito en Indiana, fue el abuelo del novelista Booth Tarkington.
William G. "Parson" Brownlow, editor radical de periódicos de Tennessee, célebre autor de libros, gobernador de Tennessee en la época de la Guerra Civil y la Reconstrucción y senador de los Estados Unidos, comenzó su carrera como conductor de circuitos en las décadas de 1820 y 1830. Brownlow adquirió gran notoriedad por sus salvajes enfrentamientos -tanto en persona como impresos- con misioneros bautistas y presbiterianos rivales y autores de sectas cristianas de toda la región de los Apalaches del sur de Estados Unidos. Sus libros sobre la ocupación militar de su ciudad natal, Knoxville (Tennessee), por parte de los Estados Confederados de América, y su breve estancia en una prisión confederada durante la guerra civil estadounidense le granjearon un público muy amplio en el norte de Estados Unidos, ansioso por comprar sus libros y entradas para su gira de conferencias por el norte de Estados Unidos durante los últimos años de la Guerra Civil.
El padre del proscrito John Wesley Hardin, James "Gip" Hardin, fue predicador metodista y conductor de circuitos a mediados del siglo XIX. El padre de Hardin recorrió gran parte del centro de Texas en su circuito de predicación hasta 1869, cuando él y su familia se establecieron en Sumpter, condado de Trinity (Texas), donde fundó una escuela, también llamada así por John Wesley, fundador del metodismo.
Thomas S. Hinde fue predicador metodista en Illinois, Indiana, Kentucky y Misuri desde principios del siglo XIX hasta 1825. Acabó estableciéndose en Mount Carmel, Illinois, ciudad que había fundado anteriormente. Hinde fue un notable ministro, editor de periódicos, abogado, empresario inmobiliario y secretario de la Cámara de Representantes de Ohio. Más de 47 volúmenes de sus documentos personales y empresariales forman parte de la colección Lyman Draper de la Sociedad Histórica de Wisconsin, ya que fueron donados tras su muerte por su yerno Charles H. Constable.
El padre Pierre Yves Kéralum fue un sacerdote católico que atendió a los rancheros del valle del Río Grande entre 1853 y 1872. Fue uno de los treinta sacerdotes católicos conocidos como la Caballería de Cristo porque viajaban a caballo. Kéralum fue también un arquitecto que diseñó y ayudó a construir iglesias como la Catedral de la Inmaculada Concepción de Brownsville (Texas), así como capillas, rectorías y otros edificios de la región.

## En cultura popular
En retrospectiva, el jinete de circuito se convirtió en una figura romántica y apareció en varias novelas de finales del siglo XIX y principios del XX. Dos de las novelas más conocidas son The Circuit Rider, de Edward Eggleston, y Preacher of Cedar Mountain, de Ernest Thompson Seton.
Un jinete de circuito es también un personaje de la novela infantil ganadora del premio Newbery, "Caddie Woodlawn", ambientada en el oeste de Wisconsin en la década de 1860.
Durante la década de 1970, antes de su mensaje de despedida, la cadena de televisión WWBT de Richmond, Virginia, emitió "Justice and The Circuit Rider", un predicador rural que aparecía montado en su montura, Justice, y presentaba una breve parábola utilizando accesorios de su alforja. Estos anuncios también aparecieron en la cadena WXEX, afiliada a la ABC de Richmond, que ahora funciona como WRIC-TV, justo después del final de "Shock Theater". En estos cortos, el presentador sólo se identificaba como el Circuit Rider de Cobbs Creek, Virginia, al final del segmento de tres minutos. El predicador era William B. Livermon Sr., que sirvió en varias iglesias de Virginia durante su vida antes de fallecer en 1992.
Inspirándose en la historia del jinete de circuito católico Pierre Yves Kéralum, el escritor Paul Horgan escribió un relato ficticio de los últimos días del sacerdote titulado The Devil in the Desert (1952).

## Autobiografías
Los relatos en primera persona de los pioneros de los circuitos ofrecen una visión de la cultura de los primeros Estados Unidos, así como de la teología y la sociología de la religión (y especialmente del metodismo) en la joven nación. Muchos de ellos publicaron sus memorias. Por lo general, están disponibles en las colecciones de las bibliotecas de los seminarios metodistas unidos. La Biblioteca Unida de Garrett-Evangelical Theological Seminary y Seabury-Western Theological Seminary (Evanston, Illinois) parece tener la mayor colección de estos escritos, con más de 70 artículos.
Como presidente del comité editorial del Metodismo Unido en Shreveport, Luisiana, a finales de la década de 1970, el historiador Walter M. Lowrey encabezó un proyecto, A History of Louisiana Methodism (Historia del metodismo de Luisiana), que incluye material sobre la extensa red de jinetes de circuito de la iglesia.

## Otras lecturas
- Con la llegada de Google Books, varias memorias estuvieron disponibles en línea. Aquí hay una lista de algunas memorias de jinetes de circuito disponibles a través de Google Books:
  - Bangs, Nathan. The life of the Rev. Freeborn Garrettson [1752–1827], 1845. 
  - Dyer, John Lewis, 1812-1901. The Snow-shoe Itinerant : An Autobiography of the Rev. John L. Dyer, Familiarly Known as "Father Dyer" of the Colorado Conference, 1890. 1890. 
  - Richardson, Simon Peter, 1818–1899. The Lights and Shadows of Itinerant Life, 1900 
  - Finley, James Bradley, 1781–1856 (WP Stricklkand, Ed.). Autobiography of Rev. James B. Finley, or, Pioneer Life in the West, 1856. 
  - Caughey, James, 1810?–1891. Earnest Christianity Illustrated, 1855. 
  - Hibbard, Billy, 1771–1844. Memoirs of the Life and Travels of B. Hibbard, 1843  (Alguien escribió “Good Circuit Riding” en una de las portadas sin numerar de la copia de Google).
  - Peterson, Daniel H. The looking-glass: being a true report and narrative of the life, travels and labors of the Rev. Daniel H. Peterson, a colored clergyman; embracing a period of time from the year 1812 to 1854, and including his visit to western Africa, 1854. 
  - Zersen, Federico. "The Second Circuit Rider on the Soo Line". Instituto Histórico Concordia Quarterly, verano de 1990, vol. 63, núm. 2.
  - Paulus Scharpff: Geschichte der Evangelisation. Dreihundert Jahre Evangelisation in Deutschland, Großbritannien und USA. 2. Auflage, Brunnen, Gießen 1980, S. 107 f.
  - Edward Eggleston: The Circuit Rider: A Tale of the Heroic Age. (online verfügbar in einer Version von 1902)

- Además, la Iglesia Metodista de St. George en Filadelfia digitalizó recientemente los diarios del jinete de circuito David Dailey.
- «Jinetes de circuito durante el metodismo primitivo». ResourceUMC. Consultado el 23 de enero de 2024.